# Bounce (Magazin)
Bounce ist eine deutsche Musikzeitschrift für US-Hip-Hop, -R&B und Hip-Hop-Kultur und berichtet über amerikanische Musiker, Neuerscheinungen in der Szene und urbanen Lifestyle. Neben Interviews sind auch zahlreiche Kolumnen zu finden.
Das Magazin erschien erstmals im Dezember 2002 und war bis Ende 2003 in Deutschland kostenlos erhältlich. In Deutschland hat das Magazin eine Gesamtauflage von 80.000 Exemplaren. Jede Ausgabe erscheint zu gleichen Teilen mit zwei verschiedenen Titelblättern. Das Magazin erscheint in Deutschland, Frankreich, Belgien, Luxemburg, Kanada, der Schweiz und Österreich. Die Fachzeitschrift erscheint 2-monatlich (sechs Ausgaben pro Jahr) im J.L.King-Verlag.